# Kazimierz Zelek
Kazimierz Zelek (* 27. März 1937 in Zakopane; † 13. Januar 2019 ebenda) war ein polnischer Skilangläufer.
Zelek, der für den AZS Zakopane startete, belegte bei seiner einzigen Teilnahme an Olympischen Winterspielen im Februar 1960 in Squaw Valley den 28. Platz über 15 km, den 22. Rang über 30 km und zusammen mit Andrzej Mateja, Józef Rysula und Józef Gut-Misiaga den sechsten Platz in der Staffel. Im Jahr 1962 wurde er jeweils polnischer Meister mit der Staffel sowie im 15-km-Lauf und gewann bei der Winter-Universiade 1962 in Villars-sur-Ollon die Bronzemedaille mit der Staffel. Zudem errang er dort den vierten Platz über 11,5 km und kam bei den Nordischen Skiweltmeisterschaften 1962 in Zakopane auf den 23. Platz über 15 km sowie auf den siebten Rang mit der Staffel. Bei der Winter-Universiade 1964 in Špindlerův Mlýn holte er nochmals die Bronzemedaille mit der Staffel.